# Университетская библиотека языков и цивилизаций
Университетская библиотека языков и цивилизаций (фр. Bibliothèque universitaire des langues et civilisations; BULAC — БЮЛАК) — одно из крупнейших книжных собраний во Франции на языках нелатинской письменности. Хранит и предоставляет читателям документы на 350 языках, изданных в 180 странах на 80 алфавитах. С 12 декабря 2011 года библиотека занимает общее здание с Национальным институтом восточных языков и цивилизаций (INALCO), образуя Центр языков и цивилизаций, расположенный в XIII округе Парижа.

## Здание
Библиотека на 910 читательских мест занимает пятиэтажное здание площадью 15000 м2, построенное по проекту архитектора Ива Лиона в 2008—2011 годах.
На строительство было выделено 80 миллионов евро: две трети финансирования выделил регион Иль-де-Франс, остальные средства были предоставлены государством.

## Фонды
Коллекции библиотеки включают в себя 1,5 миллиона томов, на примерно 350 языках, использующих 80 алфавитов. БЮЛАК объединяет библиотечные фонды, ранее хранившиеся почти в двадцати специализированных библиотеках. Крупнейшей из них являлась функционировавшая между 1970 и 2010 гг. Межвузовская библиотека восточных языков (BIULO), до 1971 г. носившая имя Библиотеки Школы восточных языков.

### Классификация фондов
В библиотеке принята гео-лингвистическая классификация, в которой языки объединены в группы:
- Балканская, Центральная и Восточная Европа
- Восточная Азия
- Африка
- Ближний Восток и мусульманский мир
- Океания
- Доколумбова Америка

### Библиотеки-участницы

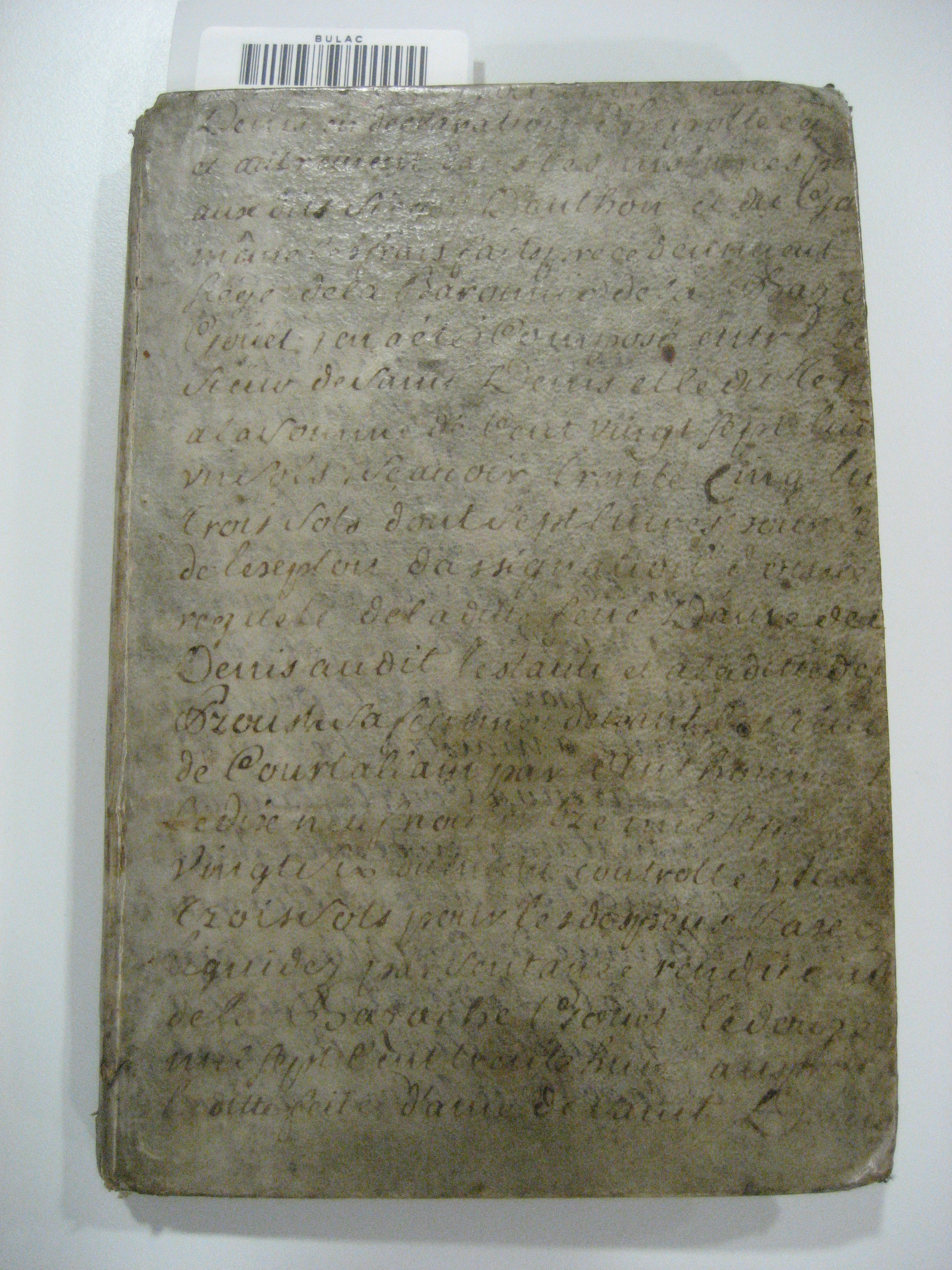
Малагасийский словарь (1773) (коллекция BULAC)

Другие библиотеки, вошедшие в состав BULAC:
- Славянская коллекция Сорбонской межуниверситетской библиотеки
- Коллекции библиотеки Университета Парижа III:
  - Библиотека Джеймса Дарместетера Института иранских исследований
  - Библиотека Жюля Блоха
  - Финские и турецко-османские коллекции Университетской библиотеки Парижа III
- Библиотека Центра славянских исследований при Университете Парижа IV
- Корейские фонды Научно-исследовательской лаборатории «Языки и цивилизации Восточной Азии» в Университете Парижа VII
- Библиотека Французской школы Дальнего Востока
- Восемь библиотек, в ведении EHESS:
  - Библиотека Японского исследовательского центра
  - Библиотека Центра современных и современных исследований Китая
  - Библиотека Центра индийских и южноазиатских исследований
  - Библиотека островной индейской группы «Аршипель»
  - Библиотека Центра лингвистических исследований Восточной Азии
  - Библиотека Корейского исследовательского центра
  - Библиотека Центра африканских исследований
  - Библиотека Центра изучения русского, кавказского и центральноевропейского миров
- Пять библиотек, ранее входивших в состав EPHE:
  - Центральная библиотека историко-филологического отделения
  - Центральная библиотека секции религиоведения
  - Центр документации о Тибетском регионе
  - Библиотека имени Владимира Голенищева
  - Библиотека Центра монгольских и сибирских исследований

Фонды регулярно пополняются закупками книг и электронных ресурсов и периодики на сумму 700 000 € (на 2019 г.). Более 60 % новых поступлений составляют документы на национальных языках.

## Доступность и услуги
Библиотека обслуживает читателей старше 18 лет без ограничений по уровню образования. Читальные залы открыты с 10.00 до 22.00 часов все дни, кроме воскресенья.
Читальные залы расположены на трех этажах. 30 хранилищ на двух этажах рассчитаны на 2,5 миллионов книг. Залы оборудованы 27 боксами для индивидуальной и 20 — для групповой работы, в распоряжении исследователей имеется ночная библиотека. В свободном доступе предлагаются DVD с художественными и документальными фильмами.
Библиотека располагает оборудованием для приема читателей с ограниченными возможностями.
В свободном доступе Библиотеки находятся 225 000 изданий (книги и периодические издания) на французском, английском и национальных языках, систематизированных по гео-лингвистическому принципу. Свободный доступ расположен на трех этажах читальных залов (общедоступном, студенческом и научном).
В залах читатели самостоятельно могут распечатать, ксерокопировать или сканировать документы. Особо ценные издания и рукописи выдаются в читальном зале Редкого фонда.

## Каталог и электронные ресурсы

### Каталог BULAC
В онлайн-каталоге BULAC, созданном с помощью АБИС с открытым кодом Koha, перечислены все книги библиотеки, за исключением части приобретенных до 2000 года произведений нелатинских систем письма. Каталог также доступен через Сводный каталог университетских библиотек (SUDOC)
Библиографические описания следуют международным нормам:
- на национальных языках, уважая особенности написания языка и направление письма
- в транслитерации или транскрипции нелатинского написания: каждая арабская, китайская, греческая, тайская и др. буквы транскрибируется латинским символом, при необходимости с употреблением диакритических знаков (транслитерация) или его фонетическим транспонированием (транскрипция). Русские источники транслитерированы согласно норме ISO-9.

С 2019 года функционирует Единый электронный каталог (EDS от EBSCO), позволяющий обеспечить доступ к печатным источникам и онлайн-ресурсам (журнальным статьям и электронным книгам и т. д.), а также к оцифрованным книгам и рукописям из Редкого фонда благодаря единому окну поиска.

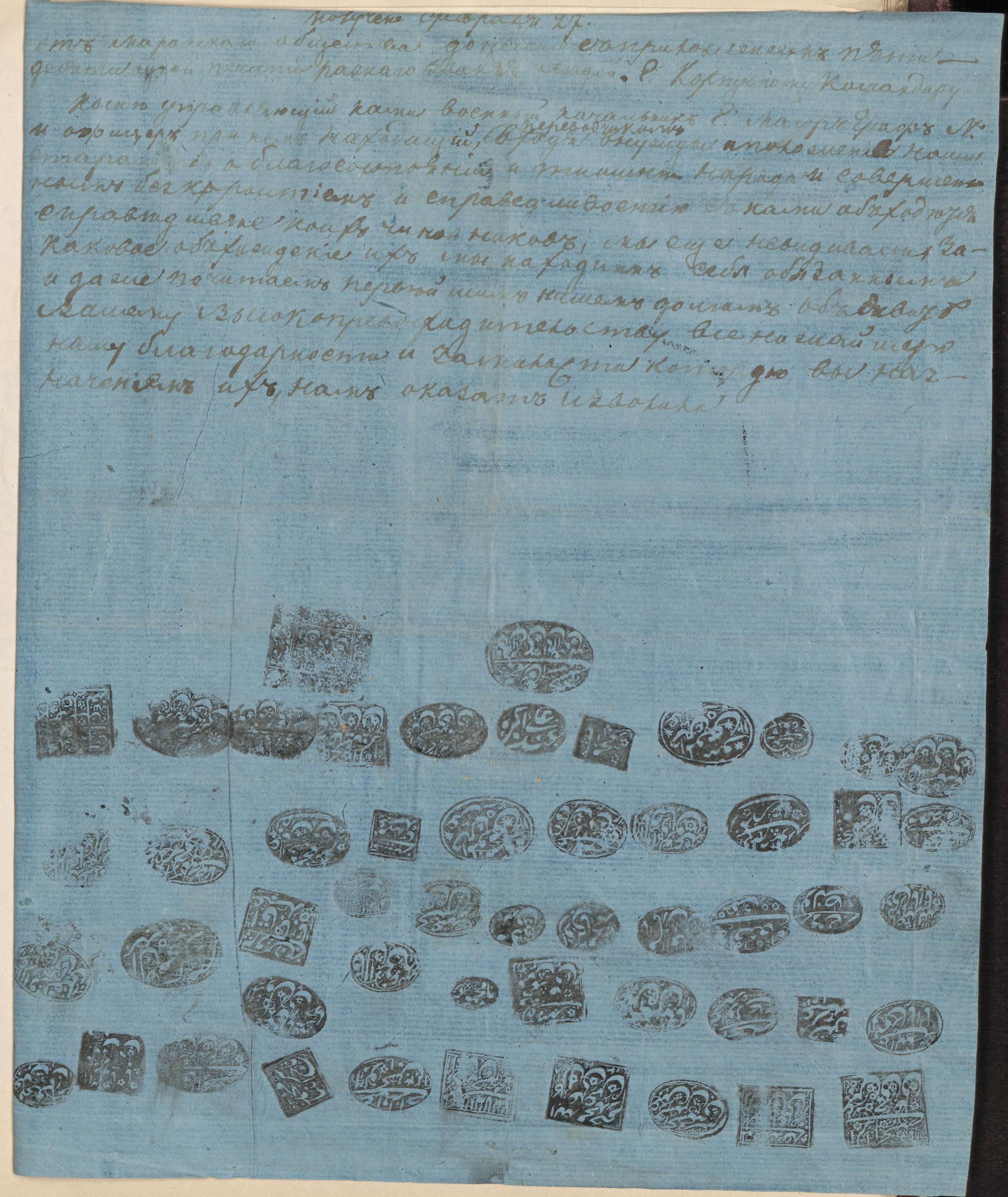
Документ из сборника Н. В. Ханыкова, в бытность его в 1853—1857 гг. генеральным консулом России в Тебризе. (BULAC, MS.PERS.95)

### BiNA: Оцифрованные редкие фонды
Доступ ко всем оцифрованным документам BULAC бесплатно обеспечивает BiNA (цифровая ареальная библиотека), созданная с помощью программы с открытым кодом Oméka. Представленные в ней редкие документы были отобраны из числа самых ценных в библиотеке: старопечатные книги, рукописи, гравюры, периодические издания, созданные мастерами книги со всех концов света. Документы могут быть свободно просмотрены или загружены с сайта.
Оцифрованные документы составляют десять коллекций, организованных в соответствии с их географическим происхождением и / или языком:
- Азия
- Турецкий домен
- Средний Восток, Магриб, Центральная Азия
- Персидский домен
- Арабский домен
- Рукописи наси
- Китайский домен
- Османские турецкие рукописи
- Персидские рукописи
- Арабские рукописи

### Научный блог BULAC
BULAC ведёт научный блог на блог-платформе Hypotheses.org. Этот блог, названный Carreau de la BULAC, предлагает студентам и исследователям, работающим с восточными языками и цивилизациями, информацию и новости о коллекциях BULAC и ареальных исследованиях.

### Перекрёсток BULAC
На сайте документального мониторинга Croisée de la BULAC динамично отслеживаются последние публикации по тематике библиотеки на сайтах, посвященных Африке, культурам коренных американцев, Азии, Центральной и Восточной Европе, Ближнему Востоку и мусульманскому миру, а также Океании. Отдельный раздел посвящён русскоязычному миру и Средней Европе.

## Русский фонд

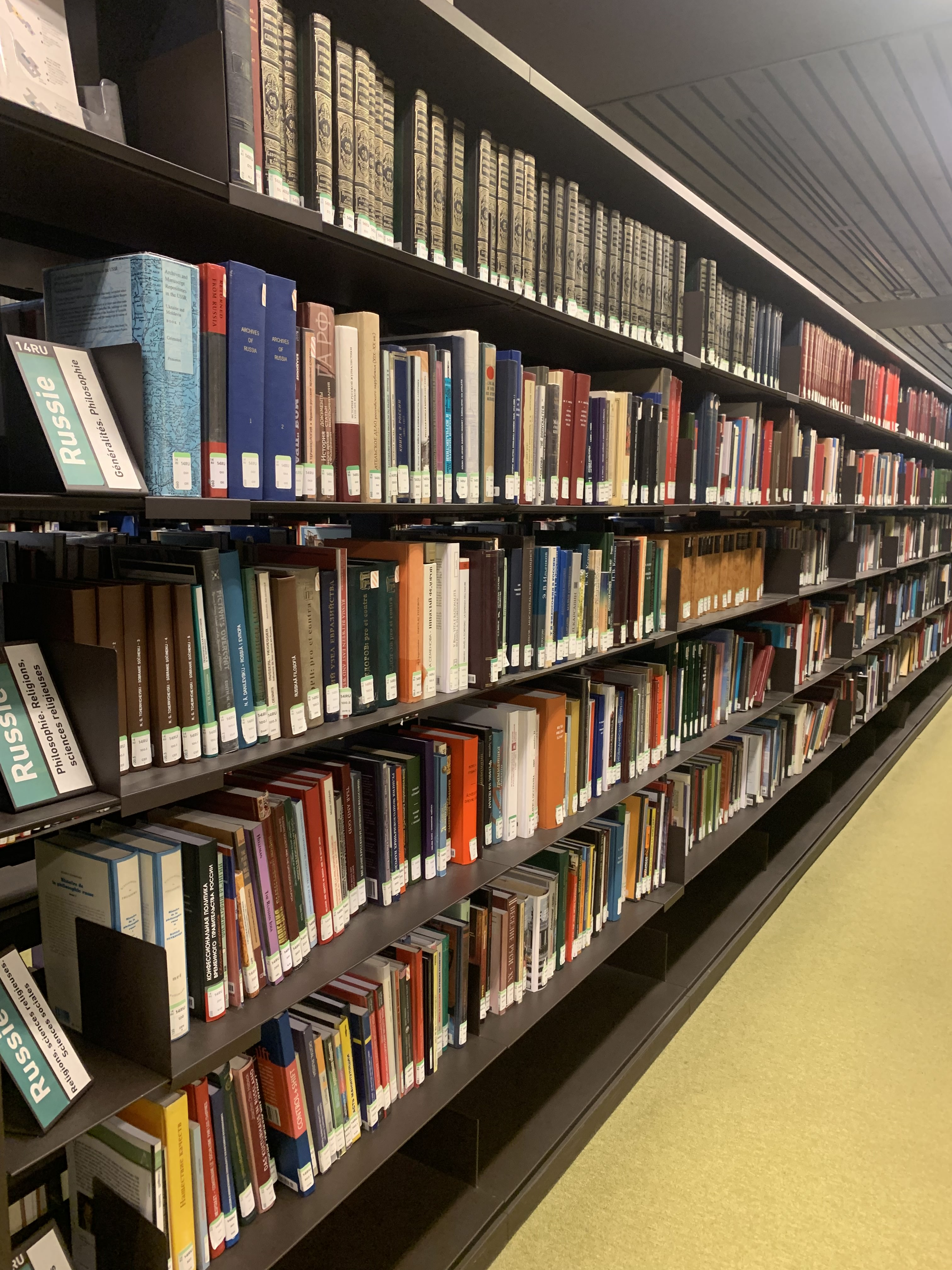

Библиотека языков и цивилизаций располагает крупнейшим во Франции фондом русской книги и изданий о России и о Советском союзе на языках мира. К 2019 году он насчитывает около 130 000 томов книг и более 250 названий периодики.
Фонд был основан в 1874 году, одновременно с началом преподаванием русского языка в Школе восточных языков. В 2011 году в него влились издания на кириллице Славянского фонда Библиотеки Сорбонны (60 000 книг и 200 названий периодических изданий в 1992 г.), послевоенные издания из библиотеки Центра славяноведения в Париже, Библиотека Института сравнительных юридических исследований и Центра изучения России, Центральной и Восточной Европы и Кавказа.
Основные тематические ансамбли русского фонда связаны с филологией, историей, географией, социологией, археологией, историей искусства, кино и театра. В нём широко представлены произведения русских и русскоязычных авторов, как в переводе на французский, так и на языке оригинала. Кроме того, библиотека располагает интересным фондом советской книги для детей.
Благодаря интенсивной политике книгообмена между созданным в 1960 году Славянским фондом Сорбонны, «Международной книгой» и университетскими библиотеками СССР, в составе русского фонда BULAC широко представлена продукция издательства «Наука» 1960-х — 1990-х гг., в том числе и её региональных отделений.
Кроме официальных советских публикаций библиотека отражает историю книгоиздания русской диаспоры всех волн эмиграции, включая «тамиздат» и выпущенный заграницей «самиздат».
Библиотека предлагает для своих читателей собрание электронных ресурсов на русском языке, доступным на месте или при удаленном подключении.

### Пополнение
Русский фонд активно пополняется, особый акцент делается на современную литературу и новейшие исследования по истории, социологии и экономике России, а также на примеры развития и употребления новейших технологий в общественной жизни России.
До 30 % новых поступлений приходит в качестве даров. Исторически этот процент был ещё выше. В состав Библиотеки Школы восточных языков в русский фонд поступили многие личные собрания, например:
- Александра Онегина-Отто, пушкиниста и библиофила[20]
- Модеста Гофмана, филолога и пушкиниста
- Ивана Щукина, лектора Школы восточных языков и коллекционера[21]
- Антона (Антуана) Шайкевича, адвоката и преподавателя Школы восточных языков
- Поля Буайе, директора Школы Восточных языков и профессора русского языка (в 1952 г.)

Во время Всемирной выставки в Париже в 1937 году советское правительство передало библиотеке более 500 книг, изданных в Советском Союзе, в основном на языках национальных республик.
В составе Славянского фонда Библиотеки Сорбоны поступили несколько десятков книг из библиотеки Льва Шестова. В 2011 году был принят дар библиотеки деятеля русской эмиграции Александра Ляпина, внука Василия Поленова. Коллекции русского фонда обогащаются дарами недавних преподавателей школы, например, лингвиста Жана Триомфа или исследователя России Жана Радвани. Библиотека Института сравнительных юридических исследований (BJECO) включает в себя и книги из личного собрания юриста-конституционалиста Мишеля Лезажа, советника при написании Конституции СССР 1977 г.

## Административная организация
BULAC юридически является общественно значимой группой, образованной слиянием книжных фондов и библиотечного персонала следующих учреждений:
- Французское государство (Министерство высшего образования и исследований);
- Национальный институт восточных языков и цивилизаций (INALCO);
- Практическая школа высших Исследований (EPHE);
- Высшая школа социальных наук (EHESS);
- Французская школа Дальнего Востока;
- Парижский университет I — Пантеон-Сорбонна;
- Парижский университет III — Новая Сорбонна;
- Университет Сорбонны;
- Парижский университет VII — Париж Дидро;
- Национальный центр научных исследований (CNRS).

Руководство
BULAC управляется общим собранием, состоящим из представителей каждой организации-партнера и четырёх представителей министерства (два в сфере высшего образования, два в сфере исследований). Научный совет, в состав которого входят французские и иностранные преподаватели и исследователи, определяет общую документальную политику и направление исследований.
Дирекция BULAC состоит из директора, помощника директора и научного директора. Значимыми подразделениями библиотеки являются: Департамент по обслуживанию читателей, Департамент комплектования, Департамент по культурной работе и Департамент данных.
- Директор GIP BULAC — Мари-Лиз Цагурия.
- Заместитель директора — Жан-Франсуа Шаналь
- Директор по научной работе — Франсис Ришар (2011—2015), Бенжамин Гишар